# Nazismen I-II-III
|  | Denne artikel er oprettet af botten PalnaBot ud fra en ekstern database. Den kan derfor have sproglige fejl eller mangler. Denne skabelon kan fjernes efter kontrol af indholdet. |

Nazismen I-II-III er en film med ukendt instruktør.

## Handling
Syv historiske film fra nazi-tiden, som dels fortæller om den ideologiske baggrund og de historiske begivenheder fra 1930-1945, dels giver et indtryk af, hvordan nazisterne anvendte filmen i propagandaens tjeneste. Filmene fremstår som uredigerede dokumentar med danske undertekster. Se beskrivelserne for filmdel I, II og III. Disse udlejes enkeltvis på 16mm. En serie med syv historiske film fra nazi-tiden. Filmene er kildemateriale, som dels kan fortælle om den ideologiske baggrund og de historiske begivenheder fra 1930-1945, dels kan give et indtryk af, hvordan nazisterne anvendte filmen i propagandaens tjeneste. Filmene fremstår som uredigerede dokumenter med danske undertekster. Til serien, der er inddelt i tre afsnit, er udgivet omfattende trykt ledsagemateriale. Nazismen II: 'Det tredje Rige.' Udvalgte filmdokumenter. Indeholder filmene 'Adolf Hitler i Wien' og 'Den store kunstudstilling, München 1938.' En serie med syv historiske film fra nazi-tiden. Filmene er kildemateriale, som dels kan fortælle om den ideologiske baggrund og de historiske begivenheder fra 1930-1945, dels kan give et indtryk af, hvordan nazisterne anvendte filmen i propagandaens tjeneste. Filmene fremstår som uredigerede dokumenter med danske undertekster. Til serien, der er inddelt i tre afsnit, er udgivet omfattende trykt ledsagemateriale. Nazismen III: 'Krigspropaganda.' Udvalgte filmdokumenter. Indeholder filmene 'Joseph Goebbels om den totale krig' og 'Den tyske ugerevy nr. 754/9 1945, marts 1945.' En serie med syv historiske film fra nazi-tiden. Filmene er kildemateriale, som dels kan fortælle om den ideologiske baggrund og de historiske begivenheder fra 1930-1945, dels kan give et indtryk af, hvordan nazisterne anvendte filmen i propagandaens tjeneste. Filmene fremstår som uredigerede dokumenter med danske undertekster. Til serien, der er inddelt i tre afsnit, er udgivet omfattende trykt ledsagemateriale. Nazismen I: 'Omkring magtovertagelsen.' Udvalgte filmdokumenter. Indeholder filmene 'Brüning 1930', 'Hindenburg 1932' og 'Hitlers regeringserklæring 1933.'